# Dendrogale murina
Dendrogale murina là một loài động vật có vú trong họ Tupaiidae, bộ Scandentia. Loài này được Schlegel & Müller mô tả năm 1843.